# Béatrice Cenci
Pour les articles homonymes, voir Beatrice Cenci (homonymie).
 (juillet 2025).
Pour plus de détails, voir Fiche technique et Distribution.
Béatrice Cenci est un film français réalisé par Albert Capellani, sorti en 1908.

## Fiche technique
- Titre original : Béatrice Cenci
- Réalisation : Albert Capellani
- Scénario : Giuseppe Rota
- Pays :  France
- Format : Noir et blanc